# آدا دوندینی
آدا دوندینی (ایتالیایی: Ada Dondini؛ ‏ ۱۸ مارس ۱۸۸۳ – ۳ ژانویهٔ ۱۹۵۸) بازیگر اهل ایتالیا بود.
از فیلم‌هایی که وی در آن نقش داشته‌است، می‌توان به خاطرات دخترمدرسه‌ای، قهرمانان یکشنبه، دانشجویان گاسکونیا، عروسی خون، زنجیرهای ناپیدا، فقط تو را دوست دارم، معشوقه پنهانی و بانوی کوچک اشاره کرد.